# Rafał Pikul
Trwa dyskusja nad usunięciem tego biogramu, kliknij i weź w niej udział.
Szablon:Infobox postać
Rafał Pikul (ur. 1 września 1986 w Biłgoraju) – polski przedsiębiorca i menedżer działający w branży meblarskiej, założyciel i prezes firmy Deerhorn, produkującej meble biurowe klasy premium.

## Życiorys
W latach 1993–1999 uczęszczał do Szkoły Podstawowej im. por. Edwarda Błaszczaka ps. „GROM” w Chmielku. Następnie w latach 1999–2002 kontynuował naukę w Gimnazjum im. Pawła Adamca w Łukowej. W okresie 2002–2005 kształcił się w Regionalnym Centrum Edukacji Zawodowej w Biłgoraju, na profilu „Zarządzanie informacją”. Studia wyższe odbył w Wyższej Szkole Ekonomii i Innowacji w Lublinie, na kierunku ekonomia (2005–2010).

## Kariera zawodowa
W lipcu 2011 założył firmę reklamową Web Visage, specjalizującą się w projektowaniu stron internetowych, a następnie rozwijał agencję Pikul Media – aktywną od 2011 do 2019 roku – świadczącą usługi marketingowe, druk reklamowy oraz produkcję logotypów 3D.

## Marka Deerhorn
W 2019 roku Pikul sprzedał Pikul Media i skoncentrował się na budowie marki Deerhorn. Pomysł zrodził się z potrzeby: niezadowolony z dostępnych biurek, zaprojektował własne – co przerodziło się w produkcję mebli biurowych klasy premium.
Marka rozwija działalność zarówno na rynku krajowym, jak i zagranicznym, koncentrując się na produkcji mebli biurowych i usługach doradczych w zakresie aranżacji przestrzeni.

## Działalność społeczna
Poza działalnością gospodarczą, Rafał Pikul angażuje się w inicjatywy wspierające młodych przedsiębiorców. Występuje na panelach eksperckich i warsztatach branżowych, dzieląc się swoim doświadczeniem w zakresie zarządzania i e-commerce.

## Życie prywatne
Żonaty z Katarzyną, która pracuje w Deerhorn jako główna księgowa. Mają dwie córki – Gabrysię i Ninę.